# جوزيف فلوري
جوزيف فلوري (بالفرنسية: Joseph-Nicolas Robert-Fleury)‏ (و. 1797 – 1890 م) هو رسام فرنسي، ولد في كولونيا، كان عضوًا في أكاديمية الفنون الجميلة، توفي في باريس، عن عمر يناهز 93 عاماً.

## التعليم
تعلم في المدرسة الوطنية للفنون الجميلة
.

## جوائز
حصل على جوائز منها:
- وسام جوقة الشرف من رتبة قائد
- وسام الاستحقاق للفنون والعلوم